# Lubert Ulger
Lubert Ulger, in de geschiedenis ook bekend als Lubbert Ulgher van Swol, was een fel calvinist in de Tachtigjarige Oorlog.
In 1580 hielden spionnen van Willem van Oranje zich al enige tijd op in Zwolle en omgeving, zoals de hopman Lubert Ulger, die uit Groningen vlucht. Ulger was waarschijnlijk de eerste persoon die Oranje (hij is in Kampen) over het verraad van Rennenberg inlicht. Ulger ontketende een opstand in Zwolle. Hij versloeg op 15 juni 1580 met een legertje de katholieke vijand en/of een aantal Spaanse soldaten in de Diezerstraat.
Na deze dienst kreeg Ulger een magistraatszetel, maar hij moest na enkele jaren zijn biezen pakken.
Later verscheen Ulger weer op het strijdtoneel tegen de Spanjaarden, waarbij hij de tactiek van de verschroeide aarde toepaste.